# Csempeszkopács
Csempeszkopács là một thị trấn thuộc hạt Vas, Hungary. Thị trấn này có diện tích 5,4 km², dân số năm 2010 là 309 người, mật độ 57 người/km².